# Hamry nad Sázavou
Hamry nad Sázavou (en allemand : Figlhammer ou Flügelhammer) est une commune du district de Žďár nad Sázavou, dans la région de Vysočina, en République tchèque. Sa population s'élevait à 1 616 habitants en 2020.

## Géographie
Hamry nad Sázavou est arrosée par la Sázava, un affluent de la Vltava, et se trouve à 3 km à l'ouest du centre de Žďár nad Sázavou, à 30 km au nord-est de Jihlava à 120 km au sud-est de Prague.
La commune est limitée par Žďár nad Sázavou au nord et à l'est, par Budeč et Matějov au sud, et par Sázava à l'ouest.

## Histoire
La première mention écrite de la localité date de 1470.

## Administration
La commune se compose de trois sections :
- Hamry nad Sázavou
- Najdek
- Šlakhamry

## Transports
Par la route, Hamry nad Sázavou se trouve à 3,2 km du centre de Žďár nad Sázavou, à 40 km de Jihlava et à 152 km de Prague.